# 龍眼林 (南投縣)
龍眼林，臺灣客家話口語上稱為牛眼林，是臺灣南投縣中寮鄉的一個傳統地域名稱，位於該鄉東北部。相較於今日行政區，其範圍大致包括龍岩村、爽文村、龍安村、內城村、清水村。

## 歷史
台灣清治末期至日治初期，龍眼林地區為一街庄，稱為「龍眼林庄」，隸屬於南投堡。該庄西北與坪頂庄為鄰，北與雙冬庄為鄰，東與北山坑庄為鄰，南邊為鄉親藔庄、中藔庄，西邊為分水藔庄。
1901年（日治明治三十四年）11月，全台廢縣廳改設二十廳，該庄隸屬於南投廳。1903年（明治三十六年）6月，該庄編入「營盤口區」，隸屬於南投廳。1909年（明治四十二年）10月，合併二十廳為十二廳，營盤口區仍隸屬於南投廳。1920年（大正九年），全台地方制度大改正，廢十二廳改設五州二廳，該庄改制為「龍眼林」大字，隸屬於臺中州南投郡中寮庄。
戰後中寮庄改制為中寮鄉，隸屬於臺中縣，大字亦改制為村。1950年10月，中、彰、投分治，中寮鄉改隸屬南投縣。

## 聚落
本地區發展較早的聚落有茄走藔（加走寮）、內湖仔、田藔仔、爽文路（龍岩）、小龜坑、龍眼林、土地公坑、員仔城（圓仔城）、內城、濁水湖、清水湖等，在日治期初期的官方地圖上已有記載。此外，本地區尚有牛稠、茄苳湖、坑仔、打鐵坑、雙坑口、大龜坑、溪北、馬鄰坑、鳳郭、竹坑、大灣、竹坪巷、灰石坪、姜仔寮坑、外坑、內坑、大古林、烏頭、瀧林巷、竹欉坪、下水堀、頂水堀、撞礦空、月桃湖、二崁頂、暗坑、紅菜坪、頭崁、二崁、頂坑巷、大湳田、寒定草、樟湖、清水湖、蘆竹湳、中心仔等聚落。

## 交通
鄉道投17線（南坪路）是青仔宅至中寮的道路，大致以西北微北—東南微南走向由本地區北部邊界入境，經鄉道投14線終點路口後，繞大彎轉西南，再繞大彎轉東南微南蜿蜒而行以至出境。由該道路向西北微北轉西經兩個髮夾彎後繞大彎轉北北西可前往南埔並止於省道台14線路口，向東南微南可前往分水寮東北角、龍眼林西部、分水寮東南端、中寮、鄉親寮聚落並止於縣道139號路口。
鄉道投22線（龍南路、瀧林巷）是軍功寮至清水的道路，其東側端點位於本地區中部偏東南東的瀧林巷西側龍鳳橋南端不遠處。由此向東北轉西北過龍鳳橋後轉西南再轉西北西蜿蜒而行，經清水國小後轉西南西，經圓仔城後轉西微北，經龍眼林聚落後轉西南，經爽文派山所後轉西北過樟平溪龍岩橋並經鄉道投17線路口後轉西南西出境，可前往分水寮、軍功寮並止於省道台14乙線路口。

## 學校
- 爽文國中
- 爽文國小
- 清水國小